# Søren Kaspersen
Søren Kaspersen (1896 i Jakobshavn – 21. marts 1964 i Egedesminde) var salmedigter og politiker, folkeskolelærer og senere efterskolelærer. Han var medlem af Nordgrønlands Landsråd i perioderne 1933-1937 og 1945-1950 samt medlem af Grønlandskommissionen 1948.
Hans mindesten med relief er udført af Lauritz Jessen og opsat i 1978. Den ligger uden for præstegården til Egedes Kirke i Aasiaat.